# Municipio de Kennebec
El municipio de Kennebec (en inglés: Kennebec Township) es un municipio ubicado en el condado de Monona en el estado estadounidense de Iowa. En el año 2010 tenía una población de 314 habitantes y una densidad poblacional de 2,98 personas por km².

## Geografía
El municipio de Kennebec se encuentra ubicado en las coordenadas 42°4′39″N 95°58′25″O / 42.07750, -95.97361. Según la Oficina del Censo de los Estados Unidos, el municipio tiene una superficie total de 105.24 km², de la cual 104,65 km² corresponden a tierra firme y (0,55 %) 0,58 km² es agua.

## Demografía
Según el censo de 2010, había 314 personas residiendo en el municipio de Kennebec. La densidad de población era de 2,98 hab./km². De los 314 habitantes, el municipio de Kennebec estaba compuesto por el 100 % blancos. Del total de la población el 0,64 % eran hispanos o latinos de cualquier raza.